# Frederica Mildmay, 3.ª Condessa de Mértola
Frederica Susanna Mildmay, 3.ª Condessa de Mértola (nascida Schomberg; Berlim, 1687 – 7 de agosto de 1751) foi uma nobre alemã. Ela foi condessa de Mértola como sucessora do pai, e condessa de Holderness como esposa de Robert Darcy, 3.° Conde de Holderness. Seu segundo marido foi Benjamin Mildmay, 1.° Conde FitzWalter.

## Famíilia
Frederica foi a segunda filha, terceira e penúltima criança nascida de Meinardo de Schomberg, 3.° Duque de Schomberg e de sua segunda esposa, a raugravina Carolina Isabel do Palatinado.
Os seus avós paternos eram Frederico Armando de Schomberg, 1.° Duque de Schomberg  e conde de Mértola, e Joana Isabel de Schönberg-Wesel. Os seus avós maternos eram Carlos I Luís, Eleitor Palatino e sua esposa morganática, Maria Luísa de Degenfeld.
Ela teve três irmãos: Carlos Luís, marquês de Harwich, Carolina, e Maria, esposa de Cristóvão Martim, conde de Degenfeld-Schonburg.

## Biografia
Em Hillingdon, No dia 26 de maio de 1715, com cerca de 28 anos, Frederica se casou com Robert Darcy, o conde de Holderness, que tinha 34 anos. Ele era filho de John Darcy, Lorde Conyers e de Bridget Sutton. O casal teve três filhos.
Quando Meinardo morreu, a filha herdou o título português de condessa de Mértola, em 5 de julho de 1719. Contudo, os outros títulos que ele possuía, de duque de Schomberg e de Leinster, devido à falta de herdeiros do sexo masculino (o filho primogênito morreu em 1713, antes do pai), foram extintos.
Frederica ficou viúva em 20 de janeiro de 1721. Alguns anos depois, em 18 de junho de 1724, quando tinha cerca de 37 anos, a condessa se casou com Benjamin Mildmay, 19.º Lorde FitzWalter de 51 anos, na Igreja de São Jaime, em Piccadilly. Ele era filho de Benjamin Mildmay, 17.º Barão FitzWalter e de Catherine Fairfax. Eles tiveram apenas um filho, Robert Schomberg, que morreu na infância.
Sabe-se que a condessa se comunicava com o médico e naturalista irlandês, Hans Sloane, como evidenciado por uma carta que ela escreveu para ele, datada de 7 de agosto de 1723.
Em 16 de maio de 1725, foram criados os título de conde FitzWalter e visconde Harwich, do condado de Essex, para Benjamin.
Através da primogenitura cognática, Frederica era a descendente mais sênior do rei Jaime VI da Escócia e I de Inglaterra que era protestante, porém, foi preterida em favor de Sofia de Hanôver, mãe do rei Jorge I da Grã-Bretanha. A herdeira cognática de Frederica é Anthea Theresa Lycett (nascida Marcia Anne Miller), condessa de Mértola, filha primogênita de Diana Miller, 11.ª Condessa de Mértola, 15.ª Baronesa Conyers, e 9.ª Baronesa Fauconberg.
A condessa faleceu em 7 de agosto de 1751, quando tinha por volta de 64 anos, e foi enterrada na cripta da família Mildmay na Catedral de Chelmsford, em Essex. Seu viúvo morreu em 1756 e foi ali sepultado.

## Descendência
- Caroline Darcy (1717 - 15 de novembro de 1778), esposa de William Kerr, 4.º Marquês de Lothian, com quem teve três filhos;
- Robert Darcy, 4.º Conde de Holderness (17 de maio de 1718 - 16 de maio de 1778), sucessor do pai e da mãe. Foi casado com Mary Doublet, com quem teve quatro filhos, incluindo Amelia Darcy;
- George Schomberg Darcy (n. 1716), morreu ainda criança.